# Горбатенко Галина Луківна
Гали́на Лукі́вна Горбате́нко (нар. 19 червня 1945, с. Алфьорово Московської області) — українська хорова диригентка і педагогиня. Художня керівниця та головна диригентка жіночого хору Київського інституту музики імені Рейнгольда Глієра. Народна артистка України (2018).

## Життєпис
1971 — закінчила Київську консерваторію імені Петра Чайковського (клас Д. Завадинського).
Працювала з дитячими хорами Києва й області.
1971—1974 — хормейстерка, 1974—1990 — художня керівниця народної хорової капели Київського політехнічного інституту.
Також з 1976 року — викладачка, з 1985 року — керівниця жіночого хору Київського музичного училища ім. Р. Глієра.
За сумісництвом 1997—2002 років — головна хормейстерка Київського музичного театру для дітей та юнацтва, де 1997 року поставила вистави «Зима і Весна» М. Лисенка, «Пастка для Відьми» І. Щербакова, «Майська ніч» Є. Станковича, а 1999 року поставила «Ріголетто» Дж. Верді.

## Визнання
- Лауреатка багатьох міжнародних конкурсів:
- 1989 — Гран-прі 1-го Українського хорового конкурсу ім. М. Леонтовича
- 1990 — Заслужена діячка мистецтв УРСР
- 2018 — Народна артистка України